# Lilly Ajarova
Lilly Ajarova là một nhà bảo tồn và chuyên gia du lịch người Uganda. Bà là Giám đốc điều hành của Tổng cục Du lịch Uganda (UTB), cơ quan chính phủ của Vương quốc Hồi giáo chịu trách nhiệm quảng bá đất nước này như một điểm đến du lịch. Bà được bổ nhiệm vào vị trí đó vào ngày 10 tháng 1 năm 2019.
Trước đó, từ năm 2005 đến 2019, bà là giám đốc điều hành của Chimpanzee Sanctuary & Wildlife Conservation Trust, chủ sở hữu / nhà điều hành của Khu bảo tồn Chimpanzee Đảo Ngamba, trên Hồ Victoria.

## Bối cảnh và giáo dục
Ajarova được sinh ra ở Uganda vào đầu năm 1969 (tháng 1 hoặc tháng 2). Bà học trường tiểu học và trung học địa phương và học đại học tại Đại học Makerere, trường đại học công lập lâu đời nhất và lớn nhất ở Uganda, tốt nghiệp Cử nhân Khoa học Tâm lý và Xã hội học. Bằng cấp thứ hai củabà là Thạc sĩ Quản trị Kinh doanh, lấy từ Viện Quản lý Đông và Nam Phi (ESAMI), năm 2004. Lilly cũng có bằng sau đại học về Quản lý Khách sạn và Du lịch của Học viện Quản lý và Du lịch Quốc tế tại Áo. Ngoài ra, bà còn có chứng chỉ năng lực trong Hội đồng các vấn đề, đượcTrường Đại học Khoa học Ứng dụng Oslo và Akershus cấp.

## Nghề nghiệp
Trong hơn 8 năm, từ năm 1996 đến năm 2005, bà Ajarova làm việc tại Cơ quan Động vật hoang dã ở Uganda, với tư cách là Giám đốc Tiếp thị và Phát triển Du lịch. Bà chịu trách nhiệm phát triển các dịch vụ du lịch tại các công viên quốc gia của Uganda.
Từ đó, bà làm việc tại Chimpanzee Sanctuary & Wildlife Conservation Trust, nơi bà là giám đốc điều hành trong mười bốn năm. Trong khi ở đó, cô phục vụ như là một thành viên của Hội đồng Du lịch Uganda. Bà là chủ tịch của ủy ban đã phân loại và xếp loại khách sạn của Uganda vào năm 2015.
Vào tháng 1 năm 2019, bà được bổ nhiệm làm người đứng đầu UTB, thay thế Stephen Asiimwe. Phó giám đốc của cô tại UTB là Bradford Ochieng. Bà được Tiến sĩ Joshua Rukundo thay thế làm giám đốc điều hành tại Chimpanzee Sanctuary Trust. Bà đã bàn giao công việc vào ngày 5 tháng 3 năm 2019.